# Павлов, Георгий Андреевич
Георгий Андреевич Павлов (07.04.1850 — 22.03.1929) — русский военачальник, генерал-майор (1904). Участник русско-турецкой войны 1877—1878 годов, похода в Китай 1900—1901 годов, русско-японской войны 1904—1905 годов, первой мировой войны.

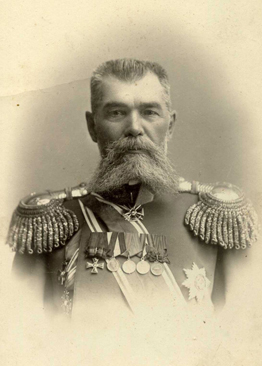
Георгий Андреевич Павлов, русский военачальник, генерал - майор. фото 1913 г.

## Биография
Из дворян Области Войска Донского.
Родился в семье есаула Андрея Васильевича Павлова и являлся одним из детей от первого брака. (Сестра Параскева Андреевна Павлова (185?-1930), сестра Нимфадора Андреевна Павлова (18??-1912), брат Михаил Андреевич Павлов (1852—1915) генерал-майор участник Первой мировой войны в белом движении)
1860—1866 — учился в приходском начальном училище.
1866—1867 — допризывная военная подготовка в учебном полку.
1868—1870 -служба в Казачьем полку. Получил звание урядника.
1870—1872 — Учился в Новочеркасском казачьем юнкерском училище. Был произведен в чин хорунжий. Получил назначение на службу в 11-й Донской полк генерала от кавалерии Графа Денисова. Служил в Волынской губернии г. Теофиполь.
1875—1876 — обучение в офицерской стрелковой школе г. Ораниенбаума.
1877—1878 — участвовал в Русско-турецкой войне, получил отличие «Георгия со знамением», за разгром Абдул-Керим-Надир-Паши на Днепре.
1879—1889 — преподавал в Новочеркасском юнкерском училище.
С 1899 года командир 1-го Читинского полк Забайкальского казачьего войска.
С 1904 года начальник Уссурийской конной бригады. Генерал-майор (1904). В начале 1905 года вступил в командование Урало-Забайкальской дивизией вместо выбывшего из строя генерала П. И. Мищенко, получившего ранение в сражении при Сандепу. Во главе Урало-Забайкальской дивизии принял участие в Мукденском сражении.
С 1906 года в отставке.
С 28 марта 1915 года начальник штаба Донской казачьей пешей бригады.
С 28 декабря 1915 года в отставке.

### Кончина
Георгий Андреевич Павлов скончался в кругу своей семьи 22.03.1929 г., похоронен около храма святого великомученика Димитрия Солунского, расположенного на территории городского кладбища, в столице Донского казачества городе Новочеркасске Ростовской области. На могиле установлен крест с табличкой.

### Семья
- Первая супруга — Варвара Константиновна Свирягина (1853—1875)
  - Дочь — Александра Георгиевна Павлова, в замужестве Фомина (1874—1943)
    - Внучки — Надежда Александровна Фомина, Вера Александровна Фомина

  - Сын- Сергей Георгиевич Павлов (1875—1882)
- Вторая супруга — Евдокия Никитична Мамонова (1856—1928) 
  - Сын — Алексей Георгиевич Павлов (1889—1935)
    - Внучка — Ангелина Алексеевна Павлова (1932—1987)

  - Сын — Николай Георгиевич Павлов (1890—1984), первый советский директор Центральной городской библиотеки им. А. С. Пушкина г. Новочеркасск
    - Внучки — Ирина Николаевна Павлова (супруг Георгий Васильевич Глекин, биолог и биофизик), Светлана Николаевна Павлова

  - Дочь — Мария Георгиевна Павлова (1894—1964)
  - Дочь — Ольга Георгиевна Павлова (1897—1939)  Евдокия Никитична Павлова (Мамонова)  супруга Георгия Андреевича Павлова русского военачальника, генерал-майора

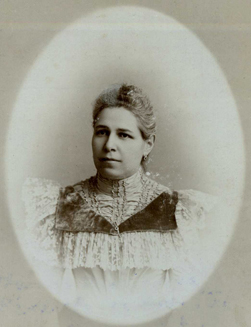
Евдокия Никитична Павлова (Мамонова) супруга Георгия Андреевича Павлова русского военачальника, генерал-майора

## Награды
- Золотое оружие (1904)